# Va, vis et deviens
Pour plus de détails, voir Fiche technique et Distribution.
Va, vis et deviens est un film franco-israélien réalisé par Radu Mihaileanu et sorti en 2005, qui remporte de nombreuses récompenses.

## Synopsis
En 1984, une mission américano-israélienne, l'opération Moïse, transporte de nombreux Juifs d'Éthiopie (ou Beta Israel), réfugiés au Soudan, pour les amener en Israël via un pont aérien d’urgence et secret.
Dans un camp de réfugiés éthiopiens, une mère, chrétienne, pousse son fils à se faire passer pour Juif afin de survivre, et le contraint de la sorte à mentir durant toute sa vie. Ni Juif, ni orphelin, il est intégré dans une famille israélienne avec un double malaise vécu : sa mère qui lui manque ainsi que les racines qu'il a perdues.

## Fiche technique
- Titre : Va, vis et deviens
- Réalisation : Radu Mihaileanu
- Scénario : Alain-Michel Blanc et Radu Mihaileanu
- Musique : Armand Amar
  - Chanson du générique : Every Time (Love Song), composée par John Boswell et Mathieu Coupat, interprétée par Mathieu Coupat[1]
- Photographie : Rémy Chevrin
- Montage : Ludo Troch
- Décors : Eitan Levi
- Direction artistique : Yoel Herzberg
- Costumes : Rona Doron
- Production : Denis Carot, Marco Chimenz, Marie Masmonteil, Radu Mihaileanu, Marek Rozenbaum, Giovanni Stabilini, Itai Tamir et Riccardo Tozzi
- Sociétés de production : Elzévir Films et Oï Oï Oï Productions, en coproduction avec Cattleya, K2 SA, Transfax Film Productions et France 3 Cinéma
- Sociétés de distribution : Les Films du losange (France - cinéma) ; France Télévision Distribution (France - vidéo)
- Société d'effets spéciaux : Duboi
- Pays de production :  Israël et  France
- Langues originales : français, hébreu et amharique
- Durée : 140 minutes
- Format : couleur - 35mm 2,35:1 DTS / Dolby Digital
- Dates de sortie :
  - Allemagne : 11 février 2005 (Festival de Berlin) ; 6 avril 2006 (sortie nationale)
  - France : 18 mars 2005 (Festival de Valenciennes) ; 30 mars 2005 (sortie nationale)
  - Belgique : 13 avril 2005
  - Canada : 15 septembre 2005 (Festival de Toronto)
  - Israël : 20 octobre 2005

## Distribution
- Yaël Abecassis : Yaël Harrari
- Roschdy Zem : Yoram Harrari
- Moshe Agazai : Schlomo enfant
- Moshe Abebe : Schlomo adolescent
- Sirak M. Sabahat : Schlomo adulte
- Roni Hadar : Sara
- Meir Suissa: le médecin
- Yitzhak Edgar : Qès Amrah
- Rami Danon : Papy
- Meskie Shibru Sivan : la mère de Schlomo
- Mimi Abonesh Kebede : Hana
- Raymonde Abecassis : Suzy

## Autour du film
Ce film raconte l'histoire des Beta Israel lors de leur immigration en Israël, en évoquant leurs difficultés durant leur intégration, illustrée par la rapidité avec laquelle le héros du film, le petit Schlomo, apprend l'hébreu ainsi que le français (langue maternelle de la famille séfarade et mizrahi qui l'adopte), tout en conservant sa langue maternelle, l'amharique, l'une des principales langues de l'Éthiopie. 
Le film montre les difficultés que rencontrent les membres de cette nouvelle communauté arrivée en Israël, à cause de la couleur de leur peau, des préventions d'alors de certains rabbins quant à leur judéité ou des a priori. Il évoque également les conflits entre Israéliens et Palestiniens, ainsi que les espoirs de paix entre Yitzhak Rabin et Yasser Arafat. À travers ce film, on découvre également le travail dans un kibboutz, le quotidien durant la Guerre du Golfe.
Radu Mihaileanu a également coécrit, avec Alain Dugrand, la novélisation de son film, également intitulée Va, vis et deviens et parue chez Grasset en 2005. Il a ensuite réalisé un documentaire sur le même sujet en 2007 : Opération Moïse.

## Distinctions

### Récompenses
- Grand prix du meilleur scénariste 2003
- Festival de Berlin 2005 :
  - Prix du jury œcuménique
  - Panorama Audience Award
  - Label Europa Cinemas
- César du cinéma 2006 : meilleur scénario original
- Festival international du film de Copenhague 2005 : Cygne d'or du meilleur film
- Festival du film d'aventures de Valenciennes 2005 : Grand prix et prix du public
- Festival international du film de Vancouver 2005 : Audience Award
- Union de la presse cinématographique belge 2005 : Prix Humanum

### Nominations
- César du cinéma 2006 :
  - Meilleur film
  - Meilleur réalisateur
  - Meilleure musique